# Бугарска на Европском првенству у атлетици на отвореном 2016.
Бугарска је учествовала на 23. Европском првенству 2016. одржаном у Амстердаму, Холандија, од 6. до 10. јула. То је било њено двадесето учешће на европским првенствима. Репрезентацију Бугарске представљало је 17 такмичара (9 мушкараца и 8 жена) који су се такмичили у 15 дисциплина (7 мушких и 8 женских).
У укупном пласману Бугарска је са 3 освојене медаље (3 сребрне) заузела 21. место.
У табели успешности према броју и пласману такмичара који су учествовали у финалним такмичењима (првих 8 такмичара) Бугарска је са 7 учесника у финалу заузела 18 место са 36 бодова.
| Пл. | Земља    | 1. место | 2. место | 3. место | 4. место | 5. место | 6. место | 7. место | 8. место | Бр. фин. | Бодови |
| --- | -------- | -------- | -------- | -------- | -------- | -------- | -------- | -------- | -------- | -------- | ------ |
| 18. | Бугарска | 0        | 3 - 21   | 0        | 1 - 5    | 2 − 8    | 0        | 1 - 2    | 0        | 7        | 36     |

## Учесници
| Мушкарци: - Денис Димитров — 100 м - Иоло Николов — Полумаратон - Митко Ценов — 3.000 м препреке - Тихомир Иванов — Скок увис - Денис Ерадири — Скок удаљ - Георги Цонов — Троскок - Момчило Караилијев — Троскок - Златозар Атанасов — Троскок - Георги Иванов — Бацање кугле | Жене: - Ивет Лалова-Колио — 100 м, 200 м - Ина Ефтимова — 100 м, 200 м - Катја Христова — 800 м - Милица Мирчева — Полумаратон - Ваниа Стамболова — 400 м препоне - Мирела Демирева — Скок увис - Габријела Петрова — Троскок - Радослава Мавродијева — Бацање кугле |  |

## Освајачи медаља (3)

### сребро (3)
- Ивет Лалова-Колио — 100 м
- Ивет Лалова-Колио — 200 м
- Мирела Демирева — Скок увис

## Резултати

### Мушкарци
| Атлетичар          | Дисциплина       | Лични рекорд | Квалификације | Квалификације | Полуфинале           | Полуфинале           | Финале               | Финале            | Детаљи |
| Атлетичар          | Дисциплина       | Лични рекорд | Резултат      | Место         | Резултат             | Место                | Резултат             | Место             | Детаљи |
| ------------------ | ---------------- | ------------ | ------------- | ------------- | -------------------- | -------------------- | -------------------- | ----------------- | ------ |
| Денис Димитров     | 100 м            | 10,16        | 10,57         | 5. у гр. 2    | Није се квалификовао | Није се квалификовао | Није се квалификовао | 32 / 34 (37)      |        |
| Иоло Николов       | полумаратон      | 1:06:52      |               |               |                      |                      | Није завршио трку    | Није завршио трку |        |
| Митко Ценов        | 3.000 м препреке | 8:20,87 НР   | 8:45,55       | 8. у гр. 2    |                      |                      | Није се квалификовао | 19 / 24 (26)      |        |
| Тихомир Иванов     | Скок увис        | 2,29         | 2,25 КВ       | 4. у гр. Б    | 2,24                 | 5 / 23               |                      |                   |        |
| Денис Ерадири      | Скок удаљ        | 8,01         | 7,64          | 11. у гр. А   | Није се квалификовао | 195 / 24 (25)        |                      |                   |        |
| Георги Цонов       | Троскок          | 17,03        | 16,65 КВ      | 3. у гр. А    | 16,53 ЛРС            | 7 / 27               |                      |                   |        |
| Момчило Караилијев | Троскок          | 17,41        | 16,59 кв      | 4. у гр. Б    | 16,65                | 4 / 27               |                      |                   |        |
| Златозар Атанасов  | Троскок          | 17,09        | 16,34         | 8. у гр. Б    | Није се квалификовао | 13 / 27              |                      |                   |        |
| Георги Иванов      | Бацање кугле     | 21,09 НР     | Без пласмана  | Без пласмана  | Није се квалификовао | Није се квалификовао |                      |                   |        |

### Жене
| Атлетичарка           | Дисциплина    | Лични рекорд | Квалификације         | Квалификације         | Полуфинале            | Полуфинале            | Финале                | Финале             | Детаљи |
| Атлетичарка           | Дисциплина    | Лични рекорд | Резултат              | Место                 | Резултат              | Место                 | Резултат              | Место              | Детаљи |
| --------------------- | ------------- | ------------ | --------------------- | --------------------- | --------------------- | --------------------- | --------------------- | ------------------ | ------ |
| Ивет Лалова-Колио     | 100 м         | 10,77 НР     | Директно у полуфинале | Директно у полуфинале | 11,26 КВ              | 1. у гр. 2            | 11,20                 |                    |        |
| Ина Ефтимова          | 100 м         | 11,20        | 11,39 КВ              | 4. у гр. 1            | 11,85                 | 7. у гр. 1            | Није се квалификовала | 23 / 31            |        |
| Ивет Лалова-Колио     | 200 м         | 22,32        | Директно у полуфинале | Директно у полуфинале | 22,57 КВ, ЛРС         | 1. у гр. 3            | 22,52 ЛРС             |                    |        |
| Ина Ефтимова          | 200 м         | 22,94        | 23,58 кв              | 5. у гр. 2            | 23,54                 | 6. у гр. 3            | Није се квалификовала | 18 / 35            |        |
| Катја Христова        | 800 м         | 2:02,40      | 2:05,72               | 6. у гр. 1            | Није се квалификовала | Није се квалификовала | Није се квалификовала | 26 / 32            |        |
| Милица Мирчева        | Полумаратон   | 1:16:54      |                       |                       |                       |                       | Није завршила трку    | Није завршила трку |        |
| Ваниа Стамболова      | 400 м препоне | 53,68        | Дисквалификована      | Дисквалификована      | Није завршила трку    | Није завршила трку    | Није завршила трку    | Није завршила трку |        |
| Мирела Демирева       | Скок увис     | 1,97         | 1,92 КВ               | 2. у гр. Б            |                       |                       | 1,96                  |                    |        |
| Габријела Петрова     | Троскок       | 15,20        | 13,46                 | 10. у гр. Б           | Није се квалификовала | 20 / 22               |                       |                    |        |
| Радослава Мавродијева | Бацање кугле  | 18,67        | 17,16 кв              | 4. у гр. А            | 18,10                 | 5 / 16                |                       |                    |        |